# Дубо (Сланцевский район)
Дубо — деревня в Старопольском сельском поселении Сланцевского района Ленинградской области.

## История
Впервые упоминается в писцовых книгах Шелонской пятины 1499 года, как деревня Дубок (деревня Дуб у озера Дубского) в Сумерском погосте Новгородского уезда.
Затем, деревня Дуб, состоящая из 24 крестьянских дворов, упоминается на карте Санкт-Петербургской губернии Ф. Ф. Шуберта 1834 года.

ДУБ — деревня принадлежит её величеству, число жителей по ревизии: 76 м. п., 85 ж. п. (1838 год)

ДУБА — деревня Гдовского её величества имения, по просёлочной дороге, число дворов — 38, число душ — 82 м. п. (1856 год)

ДУБ — деревня удельная при озере безымянном, число дворов — 29, число жителей: 89 м. п., 121 ж. п. (1862 год) 

В XIX — начале XX века деревня административно относилась к Осьминской волости 2-го земского участка 1-го стана Гдовского уезда Санкт-Петербургской губернии.
Согласно Памятной книжке Санкт-Петербургской губернии 1905 года деревня образовывала Дубское сельское общество.
С марта 1917 года деревня находилась в составе Осьминской волости Гдовского уезда.

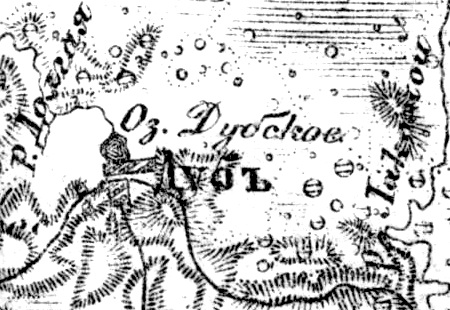
Деревня Дубо на карте 1919 года

Согласно карте Петроградской и Эстляндской губерний издания 1919 года деревня называлась Дуб.
С 1920 года, в составе Дубского (Гонежского) сельсовета Осьминской волости Кингисеппского уезда.
С августа 1927 года, в составе Осьминского района.
С ноября 1928 года, в составе Тарасовогорского сельсовета. В 1928 году население деревни составляло 205 человек.
По данным 1933 года деревня Дубо входила в состав Тарасовогорского сельсовета Осьминского района.
С 1 августа 1941 года по 31 января 1944 года, германская оккупация.
С 1961 года, в составе Поречского сельсовета Сланцевского района.
С 1963 года, в составе Кингисеппского района.
По состоянию на 1 августа 1965 года деревня Дубо входила в состав Поречского сельсовета Кингисеппского района. С ноября 1965 года, вновь в составе Сланцевского района. В 1965 году население деревни составляло 30 человек.
По данным 1973 года деревня Дубо входила в состав Поречского сельсовета.
По данным 1990 года деревня Дубо входила в состав Овсищенского сельсовета.
В 1997 году в деревне Дубо Овсищенской волости проживал 1 человек, в 2002 году — 4 человека (все русские).
В 2007 году в деревне Дубо Старопольского СП постоянного населения не было, в 2010 году — проживали 8 человек.

## География
Деревня расположена в восточной части района на автодороге 41К-797 (Лесище — Дубо).
Расстояние до административного центра поселения — 20 км.
Расстояние до ближайшей железнодорожной станции Молосковицы — 60 км.
К северу от деревни находится Дубское озеро и протекает ручей Чёрный.